# 沃尔夫冈·施泰因巴赫
沃尔夫冈·施泰因巴赫（德語：Wolfgang Steinbach，1954年9月21日—），德国男子足球运动员，司职中场。他曾代表东德国奥队参加1980年夏季奥林匹克运动会足球比赛，获得一枚银牌。